# Содом (Черновское сельское поселение)
Содом — деревня в Шабалинском районе Кировской области России. Входит в состав Черновского сельского поселения.
Расположена в лесистой местности в 3 км к востоку от села Черновское и в 130 км к западу от Кирова.

Находится в 1,2 км от правого берега Ветлуги. Имеется грунтовая подъездная дорога от Черновского.
| 2010 |
| ---- |
| 9    |

## Происхождение названия
Слово «Содом» в названии ряда населённых пунктов Заволжья закрепилось из-за религиозных противоречий официальной церкви с первыми жителями (зачастую староверами, которых обвиняли в «язычестве»).